# Knut Lundström
Knut Ivar Johan Lundström, född 1892 i Östersund, död 1945 i Köpenhamn, var en svensk målare. 
Lundström gick Wilhelmsons målarskola 1912 till 1915 och levde 1919 till 1933 i Paris där han studerade ett år för André Lhote. Redan 1921 gjorde han abstrakta målningar inspirerade av musik. En idé var att ett färgplan skulle konkretisera en ton, och flera färgplan ett ackord. I Paris stöddes han av Otto G. Carlsund, umgicks med avantgardet och hade utställningar men blev endast känd inom en mindre krets. Han målade även franska landskap och var under 1930-talet med att grunda gruppen Les Artistes Musicalistes. Efter 1935 övergick han till figurativt måleri.

## Eftermäle
En tidig målning med musiktema köptes 2012 för drygt 1 600 000 kronor. Han är representerad av musikmålningar på Moderna museet i Stockholm Nationalmuseum, Norrköpings konstmuseum och i Malmö konstmuseum. De figurativa motiven däremot röner idag mindre intresse.

## Utställningar i urval
- Exposition de l'Art abstrait, Paris 1924
- Separatutställning, Galerie de l'Etoile, Paris 1926
- Internationella utställningen av Post-kubistisk konst vid Stockholmsutställningen 1930[1]
- Les Artistes Musicalistes, Galerie de la Renaissance, Paris 1933